# Stad van Gerwen
Stad van Gerwen is een buurtschap op de grens van de gemeente Son en Breugel en Nuenen, Gerwen en Nederwetten in de Nederlandse provincie Noord-Brabant.
De buurtschap heeft haar landelijke ligging en idyllisch landschap zeer sterk weten te bewaren. Mede door de relatief grote afstand tot de groeikernen. Met name in de zomer is dit gebied dan ook populair bij fietsers en wandelaars.
Bedreiging van de buurtschap is er in de vorm van de nieuw aan te leggen Ruit om Eindhoven. Die zal het gehucht gaan doorsnijden en staat al jaren op de planning, doch wegens verzet vanuit de bevolking van de betrokken dorpen zijn er nog geen definitieve besluiten genomen.

## Geschiedenis
De naam zou afgeleid zijn van het woord Hofstad. In de middeleeuwen werd dit gebied dan ook Hostat genoemd.
Enkele bodemvondsten van de afgelopen jaren tonen aan dat er al bewoning was in de 11e eeuw. Ook zijn er enkele Romeinse en Keltische voorwerpen gevonden bij Stad van Gerwen die suggereren dat dit gebied waarschijnlijk zo'n duizend jaar eerder ook al bewoond was.

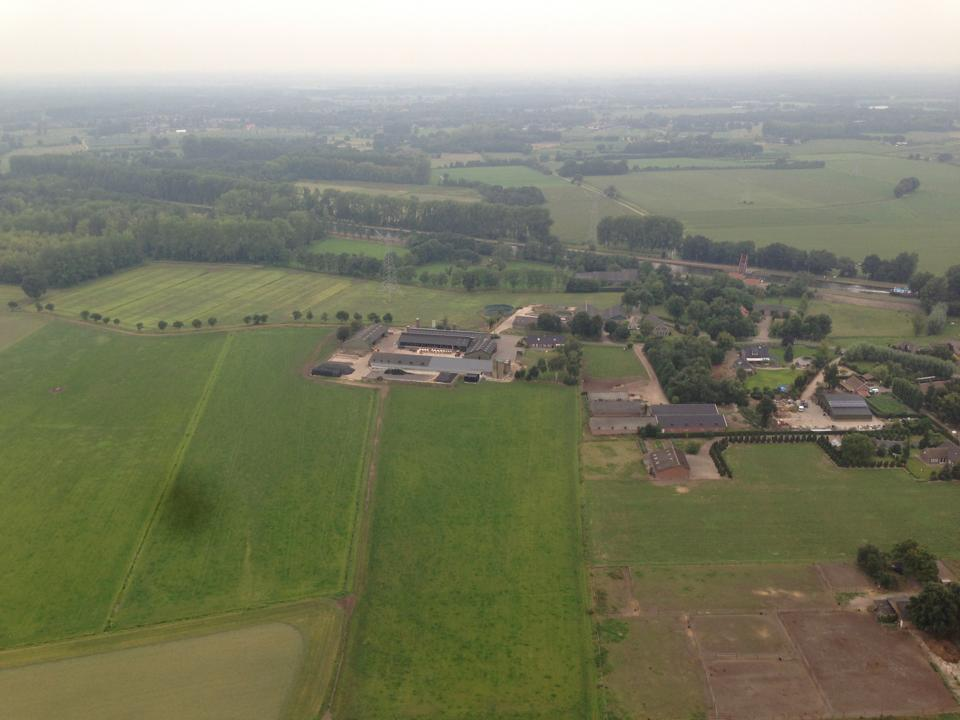
Vanuit de lucht

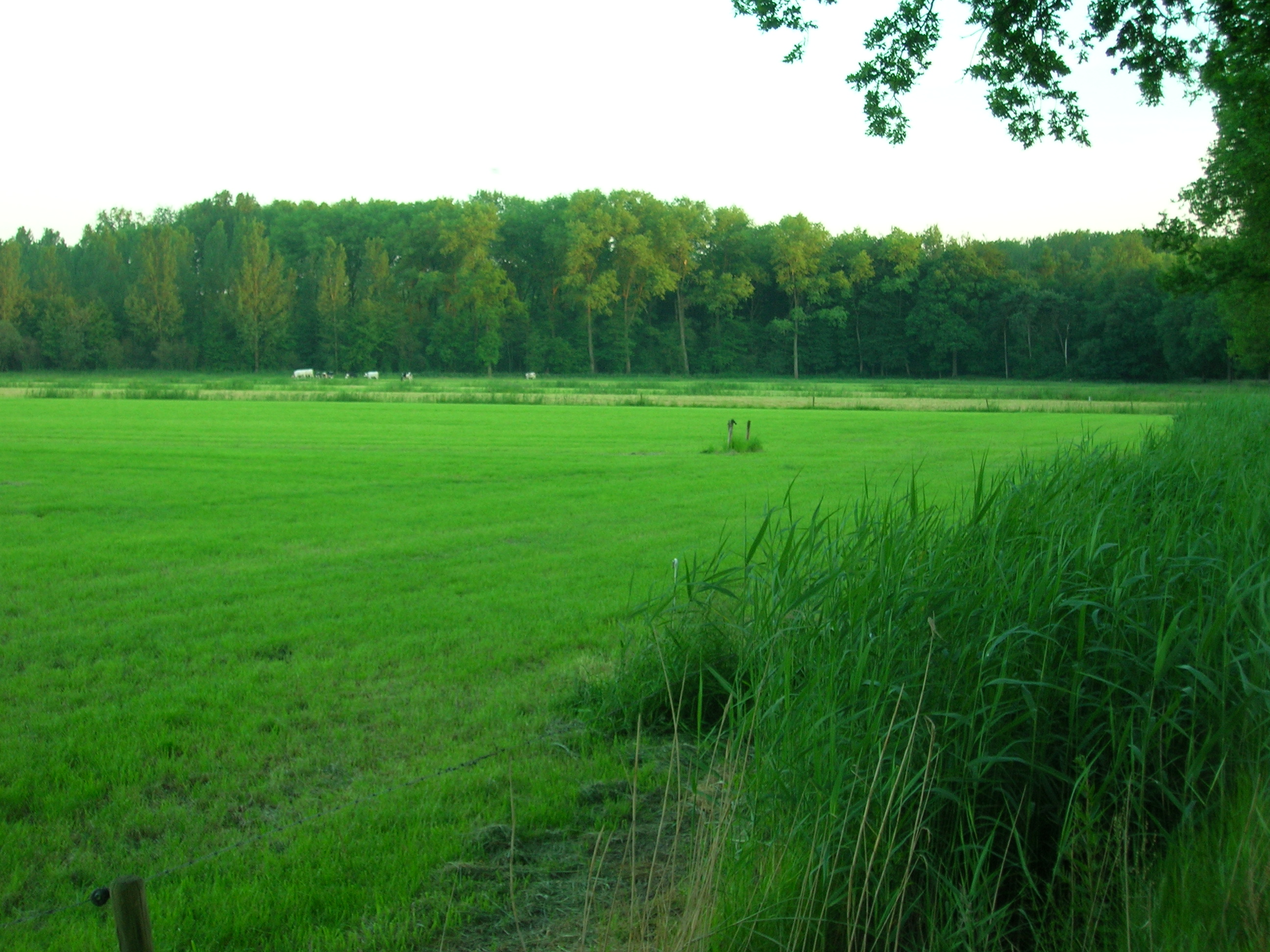
Landschap bij Stad van Gerwen

Dorpen: Son · Breugel

Buurtschappen: Driehoek · Eind · Hooidonk (deels) · Houtens · Keske · Olen (deels) · Sonniuswijk · Stad van Gerwen (deels) · Wolfswinkel

Noord-Brabant: Steden en dorpen      Nederland: Provincies · Gemeenten
Dorpen: Eeneind · Gerwen · Nederwetten · Nuenen

Buurtschappen: Alvershool · Boord · Heerendonk · Hooidonk (deels) · Hool · Langlaar · Laar · Nieuwe Dijk · Olen (deels) · Opwetten · Rullen · Spekt · Stad van Gerwen (deels) · Vaarle

Noord-Brabant: Steden en dorpen      Nederland: Provincies · Gemeenten